# صحيح سنن الترمذي - ضعيف سنن الترمذي
صحيح سنن الترمذي و ضعيف سنن الترمذي هو كتاب لتحقيق سنن الترمذي لتمييز صحيح حديثه من ضعيفه  .
من تحقيق محمد ناصر الدين الألباني.

## مكونات
الكتاب من 4 مجلدات ، أول 3 مجلدات  للأحاديث الصحيحة ، والرابع للأحاديث الضعيفة.